# تسرب السائل النخاعي
يعتبر تسرب السائل النُّخاعِيّ (تسرب السائل الدماغي النخاعي) حالة طبية وذلك حين يتسرب السائل النُّخاعِيّ (السائل الدماغي النخاعي) المحيط بالدماغ أو بالحبل الشوكي من ثقب أو أكثر أومن خلال تمزق في الأم الجافية. ويمكن أن يحدث تسرب السائل النُّخاعِيّ إما في الجمجمة أو في العمود الفقري، وهذان نوعان مختلفان من الاضطرابات، وكذلك يمكن أن يحدث تسرب السائل النُّخاعِيّ بسبب رتج سحائي واحد أو أكثر أو بسبب نواسير السائل النُّخاعِيّ الوريدي الغير مرتبط بتسرب فوق الجافية.
يحدث تسرب السائل الدماغي النُّخاعِيّ إما بسبب الإصابات بما في ذلك تلك الناتجة عن التدخلات الطبية، أوقد لا يكون لها سبب معروف؛ وتعرف هذه الحالة باسم تسرب السائل النُّخاعِيّ العفوي (ترسيبات السائل الدماغي النُّخاعِيّ العفوية)، وتشمل الأسباب المؤلمة؛ البزل القطني الملاحظ بصداع ما بعد ثقب الجافية وغيرها من الإصابات الأخرى مثل السقوط أو الحوادث، وترتبط التسريبات العفوية للسائل النُّخاعِيّ باضطرابات النسيج الضام الوراثي بما في ذلك متلازمة مارفان ومتلازمات إهلرز دانلوس.

## العلامات والأعراض
الأعراض الأكثر شيوعًا لتسرب السائل النُّخاعِيّ هي الصداع الانتصابي السريع أو الصداع الانتصابي شديد الألم أو صداع قصف الرعد.
قد يتسبب التسرب في العمود الفقري في انخفاض ضغط الدم التلقائي داخل الجمجمة (انخفاض ضغط السائل النُّخاعِيّ ) لأن الجسم لا يستطيع تجديد السائل النُّخاعِيّ بالسرعة الكافية لمواكبة التسرب ونتيجة لذلك قد يتدلى الدماغ داخل الجمجمة وفي الثقبة العظمى وهو أمر مرئي (وقابل للقياس) باستخدام التصوير بالرنين المغناطيسي للدماغ، ومن المرجح أن يتسبب التسرب في الجمجمة في ارتفاع ضغط الدم داخل الجمجمة (ارتفاع ضغط السائل النُّخاعِيّ) والذي يحمل خطر الإصابة بالتهاب السحايا، كما يمكن أن يتأرجح كل من التسرب في الجمجمة والعمود الفقري بين الضغط المرتفع والضغط المنخفض للسائل النُّخاعِيّ.[بحاجة لمصدر]
في حين أن ارتفاع ضغط السائل النُّخاعِيّ يمكن أن يجعل الاستلقاء أمراً لا يطاق، إلا أن الاستلقاء على الظهر يخفف من انخفاض ضغط السائل النُّخاعِيّ الناتج عن التسرب.
يمكن أن تشمل الأعراض الأخرى لتسرب السائل النُّخاعِيّ آلام الرقبة ورهاب الضوء والدوخة واضطرابات المشي وطنين الأذن والاضطرابات البصرية وضبابية الدماغ والغثيان وسيلان الأنف أو الأذنين وطعم معدني في الفم، ويمكن أن يؤدي تسرب السائل النُّخاعِيّ الغير معالج إلى الغيبوبة أو الوفاة.
اضطرابات الحركة غير شائعة في التسريبات العفوية للسائل النُّخاعِيّ ولكن في بعض الأحيان يمكن أن تكون أحد المكونات الرئيسية للعرض السريري.

## الأسباب
يمكن أن يكون تسرب السائل النُّخاعِيّ من المضاعفات النادرة لاستئصال القرص العنقي الأمامي والاندماج،
وقد اقترحت إحدى الدراسات أن تسرب السائل النُّخاعِيّ يتبع 0.5% من العمليات في حين تشير دراسة أخرى إلى أن تسرب السائل النُّخاعِيّ يتبع 1% من العمليات، ويكون الإصلاح ناجحاً في معظم هذه الحالات.

## التشخيص
كثيرًا ما يتم تشخيص تسريبات السائل النُّخاعِيّ بشكل خاطئ على أنها صداع نصفي أو تشوه آرنولد أو خلل الوظائف المستقلة أو اضطراب التحويل.[بحاجة لمصدر]
يستخدم تقييم التصوير الروتيني التصوير بالرنين المغناطيسي مُحسن التباين للدماغ مع إعادة التشكيل السهمي.: ويمكن للتصوير تقييم ما يلي:
- تجمعات السوائل تحت الجافية
- تهيج السحايا
- احتقان البُنى الوريدية
- تورم النخامية
- تدلي الدماغ

بالنسبة لتسرب السائل النُّخاعِيّ المشتبه به فيمكن استخدام تصوير العمود الفقري لتوجيه العلاج.
يمكن أن تكون الصور الأخرى مفيدة في تشخيص تسرب السائل النُّخاعِيّ وتحديد موقعه، عادةً باستخدام الأشعة المقطعية أو التصوير بالرنين المغناطيسي، ويمكن استخدام مخطط النخاع لتحديد موقع تسرب السائل النُّخاعِيّ بدقة أكبر عن طريق حقن صبغة لتحسين التصوير، ومع ذلك فإن تسريبات السائل النُّخاعِيّ غالبًا ما تكون غير مرئية في التصوير.[بحاجة لمصدر]
بالنسبة للمرضى الذين يعانون من انخفاض ضغط الدم العفوي المستعصي داخل الجمجمة مع عدم وجود تسرب في التصوير الشوكي التقليدي، فيجب أخذ تصوير النخاع بالطرح الرقمي وتصوير النخاع المقطعي والتصوير النخاعي الديناميكي (تقنية تصوير النخاع التقليدية المعدلة) بالاعتبار لاستبعاد ناسور السائل النُّخاعِيّ الوريدي. بالإضافة إلى ذلك يجب التحقق من وجود وريد شوكي شديد الكثافة في التصوير لأنه يشير بشدة إلى وجود ناسور السائل النُّخاعِيّ الوريدي.
يجب جمع السائل المنساب من الأنف (السائل الأنفي النخاعي) أو الأذنين (السائل الأذني النخاعي) واختباره بحثاً عن بروتين بيتا ٢ ترانسفيرين والذي سيكون دقيقا للغاية في تحديد السائل الدماغي النخاعي في الجمجمة.

## العلاج
عادة ما يتضمن علاج الأعراض استخدام المسكنات لكل من تسرب السائل النُّخاعِيّ في الجمجمة والعمود الفقري ويمكن للكافيين والراحة قصيرة المدى في الفراش أن تخفف من أعراض انخفاض ضغط السائل النخاعي، في حين أن الراحة المرتفعة والأسيتازولاميد يمكن أن يخفف من أعراض ارتفاع ضغط السائل النخاعي.[بحاجة لمصدر]
في بعض الأحيان يُشفى تسرب السائل النخاعي من تلقاء نفسه ومن ناحية أخرى قد تستمر الأعراض لأشهر أو حتى سنوات، وتعد رقعة الدم فوق الجافية هي العلاج النموذجي لتسرب السائل الدماغي النخاعي حيث يتم سحب ما يصل إلى 20 سنتيمترًا مكعبًا من دم المريض ثم يتم حقنها إما في العمود الفقري القطني أو العمود الفقري العنقي بالقرب من موقع التسرب المعروف أو المشتبه به، ويعتبر ترقيع الفبرين اللاصق البديل عند فشل ترقيع الدم، أما إذا كان موقع التسرب معروفًا فإن الإصلاح الجراحي للجافية هو أحد الخيارات.[بحاجة لمصدر]
تعتبر جراحة ناسور السائل الدماغي النخاعي الوريدي فعالة للغاية لعلاج مرضى تسرب السائل الدماغي النخاعي.
لا توجد فائدة واضحة لاستخدام المضادات الحيوية للوقاية من التهاب السحايا لأولئك الذين يعانون من تسرب السائل النخاعي بسبب كسرفي الجمجمة.